# Horní Kozolupy
Horní Kozolupy (deutsch Ober Kozolup, auch Ober Gosolup, Ober Kosolup) ist eine Gemeinde mit 248 Einwohnern (Stand: 1. Januar 2023)  in Tschechien. Sie liegt 11 km nördlich von Stříbro in einer Höhe von 518 m ü. M. und gehört dem Okres Tachov an.

## Geschichte
Die erste Erwähnung des Ortes stammt aus dem Jahre 1237. Zu dieser Zeit war das Dorf im Besitz der Schuchta von Kozolup. Seit dem Ende des 14. Jahrhunderts gehörte das Dorf den Grafen von Guttenstein. Die St. Peter-und-Pauls-Kirche bestand zu dieser Zeit bereits; 1394 übte Dietrich von Guttenstein das Patronat über das Gotteshaus aus. Im 15. Jahrhundert ging der Ort an die Leskauer Linie der Schwanberger über und gelangte im folgenden Jahrhundert zur Herrschaft Zebau. Das Pfarrdorf war später bis zur Aufhebung der Patrimonialherrschaften Teil der Herrschaft Weseritz. Seit der zweiten Hälfte des 18. Jahrhunderts wurde zur Unterscheidung vom gleichnamigen Dorf Kosolup die Bezeichnung Ober Kozolup gebräuchlich. 1939 lebten in Ober Kozolup einschließlich der Straßenhäusel und Welzkahäusel 383 Menschen.
Am 1. Januar 1980 wurde Horní Kozolupy nach Cebiv eingemeindet. Seit dem 24. November 1990 ist es wieder eine eigenständige Gemeinde.

## Gemeindegliederung

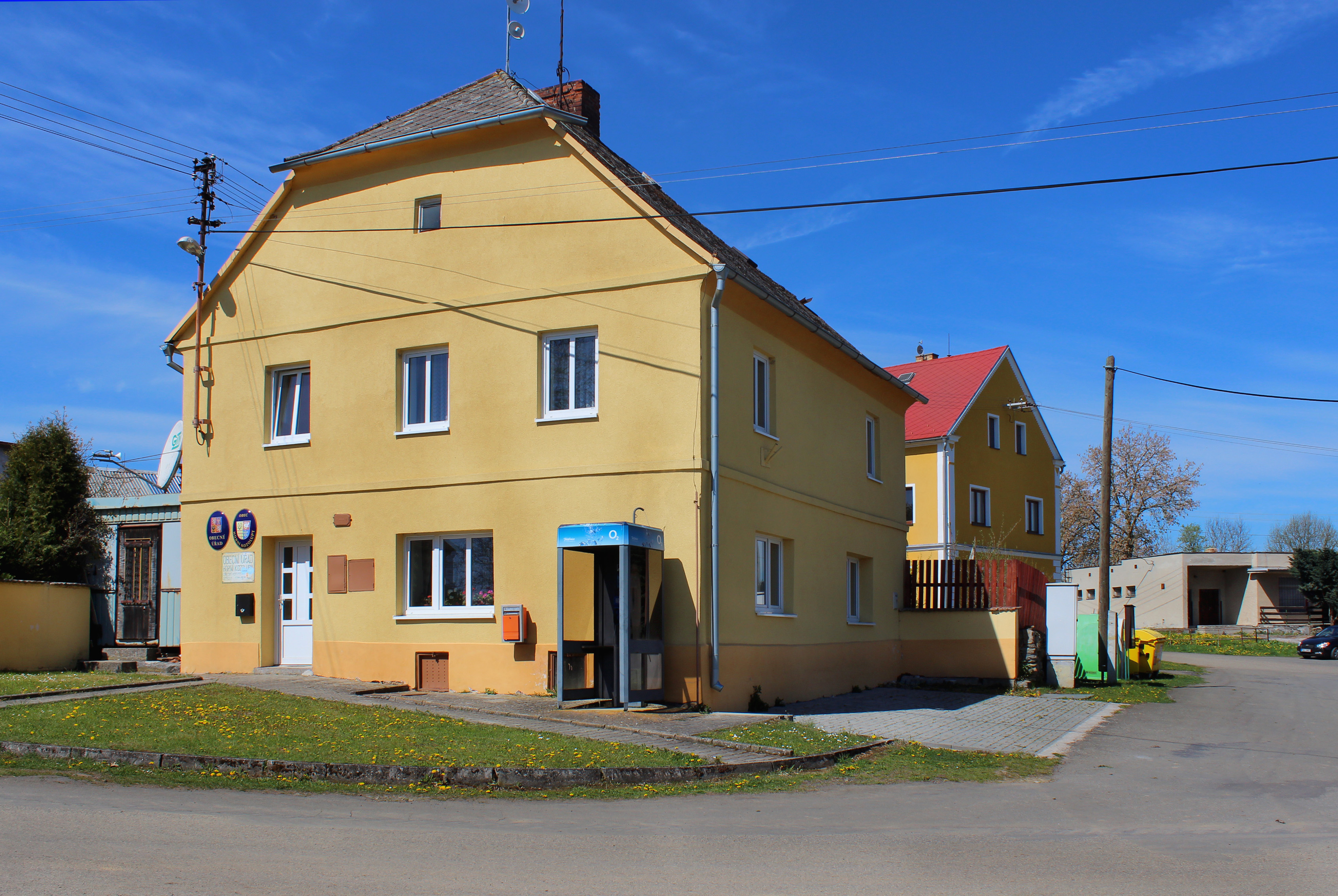
Gemeindeamt

Die Gemeinde Horní Kozolupy besteht aus den Ortsteilen Horní Kozolupy, Očín (Utzin), Slavice (Mariafels) und Strahov (Strahof), die zugleich auch Katastralbezirke bilden. Zu Horní Kozolupy gehören außerdem die Wohnplätze Líběvice, Machařov, Silniční domky (Straßenhäuseln) und Vlčkov.

## Söhne und Töchter
Josef Gruber (1827–1900), österreichischer Ohrenarzt